# Manuel Argüelles y Argüelles
Manuel de Argüelles i Argüelles (Madrid, 1875-1945) va ser un advocat, polític i banquer espanyol, ministre d'Hisenda i de Fomento durant el regnat d'Alfons XIII, vicepresident del Banco Español de Crédito i fundador d'una dinastia de banquers que van influir en la vida empresarial espanyola fins a finals del segle XX des de diversos càrrecs del grup Banesto.

## Biografia
Pertanyia a una família noble d'Astúries, però va néixer en Madrid el 10 de novembre de 1875, fill de Manuel María de Argüelles y Frera, comandant d'Enginyers que va combatre els revolucionaris del 68 i als carlistes, i María Emilia de Argüelles y de la Torre, naturals tots dos del concejo de Piloña. El seu avi Antonio de Argüelles y Cangas, va ser diputat a Corts per L'Infiestu de 1846 a 1858; Antonio de Argüelles Mier, el seu oncle besavi, ho fou en les Constituents de 1836, i també va ser parent seu el famós tribú Agustín Argüelles Álvarez el Divino.
Va iniciar els estudis de Dret en el María Cristina del mateix reial lloc. Els va continuar a Oviedo, es va llicenciar in utroque jure per la Universitat Central de Madrid i va exercir l'advocacia. Des de la joventut es va interessar per la política, afiliant-se al Partit Conservador. A les eleccions generals espanyoles de 1907 va ser elegit diputat a Corts pel districte de L'Infiestu, el mateix pel qual ho fou diverses vegades el seu avi. I des de llavors va obtenir el mateix escó en totes les eleccions que es van celebrar fins a 1923.
Va fer una brillant carrera administrativa en el ministeri d'Hisenda. En 1914 va ser nomenat director general de la Propietat pel comte de Bugallal, i va seguir a càrrec d'aquesta direcció general amb els següents ministres fins que en 1919 va passar a la de Duanes, nomenat de nou per Bugallal. I en 1920 va ser promogut a subsecretari per Domínguez Pascual, a qui succeiria al capdavant del ministeri.
Va ser ministre d'Hisenda entre el 13 de març i el 7 de juliol de 1921, en governs presidits per Dato i Allendesalazar, i ministre de Foment entre el 8 de març i el 4 de desembre de 1922 en el gabinet que va presidir Sánchez Guerra.
Durant la Dictadura de Primo de Rivera va abandonar temporalment la política i es va dedicar a les finances com a censor del Banco Español de Crédito. Hi havia entrant en l'accionariat d'aquesta entitat en 1916, i des d'octubre de 1925 va prendre seient en el consell d'administració.
Amb la Dictablanda, va tornar a ser ministre d'Hisenda des del 30 de gener fins al 20 d'agost de 1930, al govern presidit pel General Berenguer, i durant uns dies va simultanejar aquesta cartera amb la d'Economia Nacional. Argüelles havia criticat durament la política econòmica heterodoxa de Calvo Sotelo, el seu predecessor en el càrrec, i en assumir la direccióa de la política fiscal va tornar al rigor pressupostari, paralitzant les inversions de l'Estat per tractar d'eixugar el dèficit. Aquest canvi de política va provocar una controvèrsia periodística entre Calvo Sotelo i Argüelles a les pàgines de l'ABC, referida per aquell en Mis servicios al Estado. A més, va liberalitzar el control de canvis, quedant la pesseta a la mercè d'atacs especulatius que van enfonsar la seva cotització.
Després de cessar com a ministre va tornar al consell del Banco Español de Crédito, incorporant-se a la comissió executiva en 1933. Fou conseller de diverses filials i participades, i va ocupar el càrrec de vicepresident des de maig de 1942 fins a la seva defunció a Madrid el 10 de desembre de 1945.
Va ser també membre del Consell d'Estat, cavaller de Calatrava i Gran Creu d'Isabel la Catòlica.
Els seus descendents —els Argüelles— van arribar a ser una de les quatre grans famílies que van dominar el Banesto fins a finals del XX, ocupant alts llocs en el consell i en la línia executiva de Banesto, així com presidències i vocalías d'empreses del grup (encara que mai la presidència de la matriu).